# Elizabeth Baker
Elizabeth Baker (20 de agosto de 1876 - 8 de marzo de 1962) fue una dramaturga inglesa cuyas obras exploraban la clase, el género y la vida doméstica y profesional de las clases medias bajas.
Baker nació en Londres el 20 de agosto de 1876. Sus padres eran pañeros y ella empezó a trabajar como asistente de pañería y más tarde como mecanógrafa, editora de un periódico y periodista de The Spectator. En junio de 1915, a la edad de 39 años, se casó con James Allaway, viudo. Baker trabajó para el movimiento por el sufragio y participó en la Liga por el Sufragio de Escritoras y en la Unión Nacional de Sociedades por el Sufragio de Mujeres.
Para sus obras, Baker partía de su conciencia social y fueron análisis de clase, género y movilidad social. La trama de su primera obra Beastly Pride (1907), interpretada por el Croydon Repertory Theatre, trataba de una chica de clase media baja que deseaba casarse con un constructor de clase trabajadora y la objeción de sus padres al matrimonio. Las limitadas vidas de las clases clericales de clase media baja y la cuestión del matrimonio fueron el tema de la primera obra de teatro larga de Baker, Chains (1909).
Edith (1912) se representó por primera vez para recaudar fondos para la Women Writers Suffrage League en el Princes Theatre de Londres y trata sobre los problemas de una mujer que hereda un negocio familiar. Las mujeres trabajadoras y la inseguridad económica son temas centrales de otras obras, como por ejemplo Partnership, Miss Tassey, The Price of Thomas Scott, Miss Robinson y Penelope Forgives.
Después de la Primera Guerra Mundial, Baker y Allaway vivieron en Rarotonga, en las Islas Cook, durante casi dos años. Tras la muerte de Allaway en 1941, Baker se mudó a Bishop's Stortford en Hertfordshire, donde vivía con su hermanastra. Murió en Bishop's Stortford el 8 de marzo de 1962.
No mucho antes de su muerte, ITV televisó dos de sus obras: Chains se produjo como Ticket for Tomorrow en noviembre de 1959 y Miss Robinson como Private and Confidential en mayo de 1960.
Baker volvió a presentarse ante el público británico cuando Chains se representó por primera vez en casi un siglo en el Orange Tree Theatre en noviembre de 2007.
En 2019, la Mint Theatre Company de la ciudad de Nueva York lanzó la serie "Meet Miss Baker", que tiene como objetivo presentar varias de las obras de Baker a través de producciones y lecturas completas, con el objetivo de "traer de nuevo la atención sobre esta escritora que tanto lo merece y tan olvidada hace mucho tiempo". En 2019 produjeron El precio de Thomas Scott. También presentaron lecturas de Edith y Miss Tassey. En 2020 tenían previsto presentar Cadenas y Alianza pero estos planes fueron interrumpidos por la Pandemia COVID-19. Pasaron a presentar Chains en el verano de 2022 en Theatre Row con el mismo elenco que se había programado dos años antes. También escenificaron una lectura de Penélope Perdona.

## Obras de teatro
- Beastly Pride (1907) - originally titled A Question of Caste
- Chains (1909)
- Cupid in Clapham (1910)
- Miss Tassey (1910)
- Edith (1912)
- The Price of Thomas Scott (1913)
- Beastly Pride (1914)
- Over a Garden Wall (1915)
- Partnership (1917)
- Miss Robinson (1918)
- Bert's Girl (1927)
- Umbrellas (1927)
- Penelope Forgives (1930)
- One of the Spicers (1932)